# Young People Fucking
Young People Fucking è un film del 2007 diretto da Martin Gero.
La pellicola è stata presentata al Toronto International Film Festival dello stesso anno.

## Trama
Il film è progettato per svolgimento a capitoli, ognuno dei quali ha un suo titolo. Durante i vari capitoli si vedono delle coppie intente ad avere dei rapporti di natura intima. Ogni rapporto inizia con una fase preliminare, di solito un discorso per convincere il partner ad avere un rapporto intimo.
Le coppie sono divise in diversi tipi, ci sono gli ex, la coppia sposata, una coppia al primo incontro, gli amici e gli scambisti. L'intento del film è di ironizzare e al contempo dare una visione completa di quelli che sono i possibili scenari di un rapporto intimo, il che è reso attraverso divertenti gag.